# Daihatsu Esse
Daihatsu Esse (яп. ダイハツ・エッセ, хепбёрн Daihatsu Esse) — кей-кар производства японской компании Daihatsu. По словам производителя, название «Esse» произошло от латинского корня английского слова «essence», хотя оно также использовалось в качестве бэкронима для «Eco, Smart, Simple & Easy» в маркетинге.

## Описание
Daihatsu Esse был запущен в производство в декабре 2005 года. На момент запуска Daihatsu Esse являлся самым дешёвым автомобилем в Японии.
Автомобиль выпускался в кузове пятидверный хэтчбек. Комплектации: Eco, D, L и X.
Версия Esse Custom была добавлена в модельный ряд в ноябре 2006 года. Автомобиль имел спойлер на передней губе, противотуманные фары, боковые юбки и «спортивные» сиденья.
В сентябре 2011 года Daihatsu Esse был снят с производства и заменён моделью Mira e:S. Всего было выпущено 214960 экземпляров.

## Технические характеристики
Автомобили Daihatsu Esse оснащались трёхцилиндровым бензиновым двигателем KF-VE объёмом 658 см3, мощностью 43 кВт (58 л. с.) при 7200 об/мин.

## Галерея

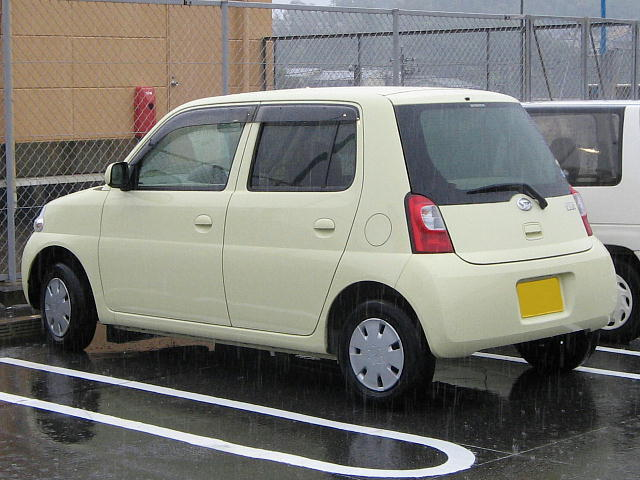
Вид сзади
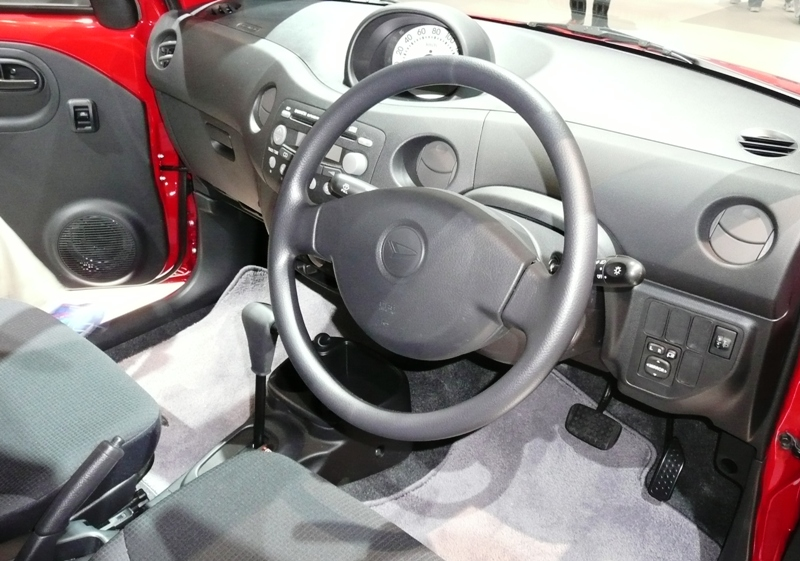
Интерьер
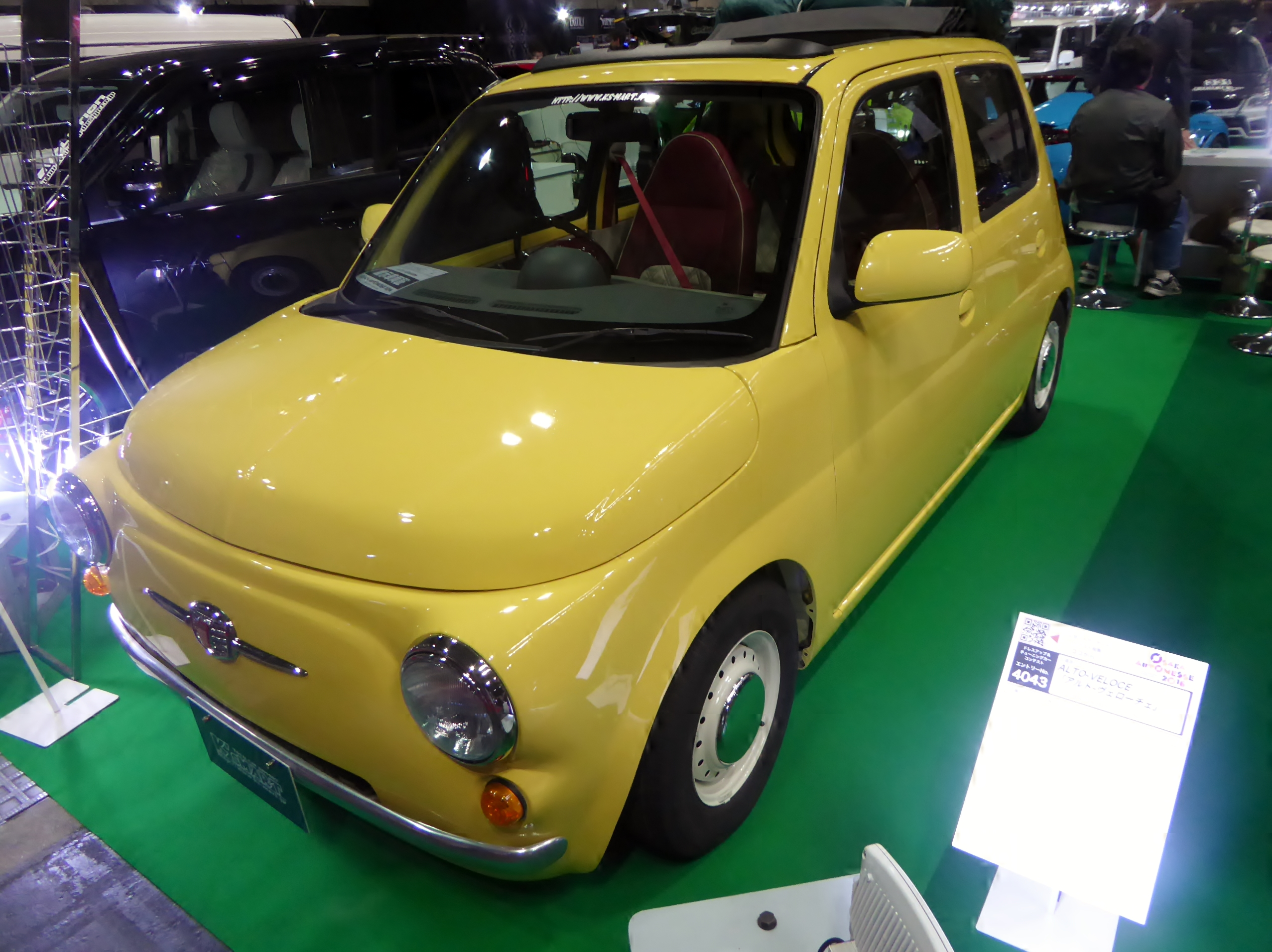
ESSE NOVA